# Трубопроводный транспорт Азербайджана

Трубопроводы Азербайджана:
синий — нефтепровод Баку — Новороссийск;
красный — нефтепровод Баку — Супса;
зеленый — нефтепровод Баку — Тбилиси — Джейхан;
желтый — Южный газовый коридор

Трубопроводный транспорт Азербайджана — вид транспорта Азербайджана, предназначенный в основном для транспортировки нефти и природного газа. Трубопроводы обеспечивают рациональный маршрут для перевозки сырья как внутри страны, так и за ее пределами.

## История
В Азербайджане развитие трубопроводного транспорта совпадает с периодом развития нефтяной промышленности.
Первым трубопроводом на территории Бакинской губернии стал нефтепровод между Балаханскими нефтепромыслами и нефтеперегонным заводом. Только в начале XXI века был проложен трубопровод, обеспечивающий выход апшеронской нефти на мировые рынки.

## Нефтепроводы
Протяженность нефтепроводов в Азербайджане составляет более 4,6 тыс.км.

### Внутренние нефтепроводы
- Первый нефтепровод на территории Азербайджана Балаханы – Черный городБалаханы - Чёрный город

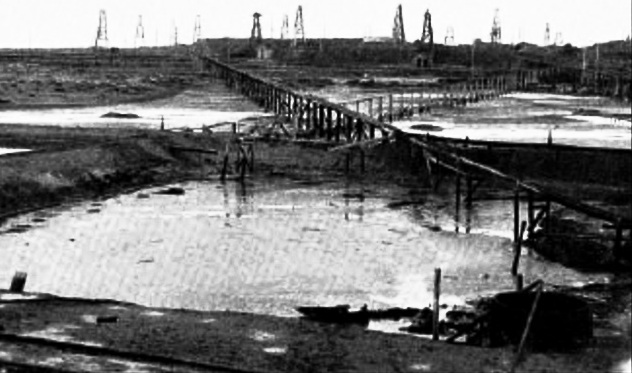
Первый нефтепровод на территории Азербайджана Балаханы – Черный город

Этот трубопровод, проложенный в 1878 году протяженностью 12 км соединяющий Балаханские нефтепромыслы с нефтеперегонным заводом стал первым нефтепроводом в Баку. Данный нефтепровод строился по заказу «Товарищества нефтяного производства братьев Нобель».
В 1879 году в эксплуатацию был введен второй нефтепровод Балаханы — Черный город протяженностью около 13 км, а затем еще три: 
- - Балаханы — Сураханский завод
  - Сураханский завод — Зыхская коса
  - Балаханы — Чёрный город 3

Все эти нефтепроводы были спроектированы и построены Владимиром Шуховым. 
- Ширван — Баку

Данный нефтепровод, протяженность которого составляла 134 км был проложен в 1963 году. 
- Ширван — Дашгиль

Протяженность трубопровода - 40 км. 
- Сиязань — Баку
- Нефт Дашлары — Баку
- Дубенди — Боюк Шор
- Дубенди — Кешла

Протяженность трубопровода - 40 км. 
- Дубенди — Сураханы – Бёюк Шор

Протяженность трубопровода - 40 км. 
- Дашгиль — Сангачал – Кешла

Протяженность трубопровода - 90 км. 
- Бузовна — Сабунчи

Протяженность трубопровода - 120 км. 
- Бинагади — Кешла

Протяженность трубопровода - 8 км. 

### Внешние нефтепроводы
- Баку — Батуми

Идею строительства данного нефтепровода выдвинул Дмитрий Менделеев еще в 1880 году. Этот первый нефтепровод, выходящий за граница азербайджана был введен в эксплуатацию в 1907 году между Баку и Батуми, хотя строительство было начато в 1897 году. Протяженность нефтепровода - 860 км. Начиная с 1930 году данный трубопровод служит для транспортировки сырой нефти. 
- Баку — Грозный — Тихорецк — Новороссийск (Северный маршрут)

Договор о транспортировку каспийской нефти был подписан 18 февраля 1996 года в Москве между Азербайджаном и Россией. Общая протяженность нефтепровода - 1330  км, из которых 231 проходят по территории Азербайджана. Впервые нефть экспортировалась по этому маршруту в 1997 году, 25 октября. Годовой потенциал трубопровода составляет 5 млн тонн нефти.
- Баку — Супса (Западный маршрут)

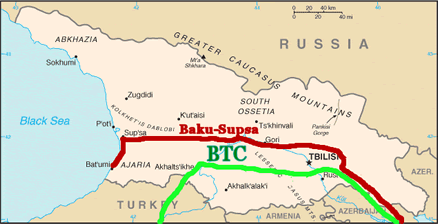
Карта нефтепровода между Баку и Супса

Строительство было начато в 1997 году. Нефтепровод был сдан в эксплуатацию в 1999 году, 17 апреля. Общая протяженность трубопровода составляет 920 км, из которых 480 проходит по азербайджанской территории. Трубопровод служит для транспортировки около 15 млн тонн каспийской нефти в год в западные страны. 
- Баку — Тбилиси — Джейхан

Карта нефтепровода БТД

О строении трубопровода разговоры были начаты  в 1994 году, 20 сентября когда Азербайджан и нефтяные компании договорились о разработке месторождений Азери-Чираг-Гюнешли. 18 ноября 1999 года соглашение по строительству нефтепровода был подписан в Стамбуле.В апреле 2003 года началось строительство нефтепровода.12 октября 2005 года был открыт участок в Гардабанском районе Грузии. 31 мая 2006 года строительство было официально завершено, а 2 июня в Джейхане уже залили первый танкер.Трубопровод протягивается с Сангачальского терминала до средиземноморского турецкого порта Джейхан. В эксплуатацию был сдан в 2006 году. Общая протяженность нефтепровода составляет 1730 км, из которых 468 км находятся на территории Азербайджана (остальные 1037 - на турецкой и 225 - на грузинской). По этому нефтепроводу на мировые рынки транспортируется около 50 млн тонн нефти в год. Ежедневная максимальная пропускная способность - 1 млн.баррелей.

## Газопроводы
В 1931 году  был проложен газопровод между Котлинской ДРС и станцией Орджоникидзе, протяженность которого составляла 12,6 км. 

### Внутренние газопроводы
- Зиря — Баку
- Сиязань — Сумгаит
- Гарадаг — Сумгаит
- Гарадаг — Сальян
- Гарадаг — Баку
- Галмаз — Ширван
- Сиязань — Гюздак

### Внешние газопроводы
- Гарадаг — Агстафа — Тбилиси

Газопровод, протяженность которого составляла 511 км был проложен в 1959-1960 год.
- Газимамд — Астара — Абадан

Трубопровод для транспортировки природного газа из Гаджигабульского района в Иран. Соглашение о строительстве было подписано в 1965 году между СССР и Ираном. Открытие проекта состоялось в 1970 году. Протяженность газопровода — 1474 км, из которых 296 км проходят по территории Азербайджана.
- Баку — Тбилиси — Эрзурум (Южно-Кавказский газопровод)

Газопровод проложен с целью транспортировки азербайджанского природного газа с месторождения Шах-дениз в Грузию и Турцию. Общая протяженность — 980 км. Годовая пропускная способность — 20 млрд.кубометров. Летом 2008 года были начаты переговоры, 28 марта 2009 года в Москве был подписан меморандум о взаимопонимании между ОАО «Газпром» и Государственной нефтяной компанией Азербайджана (SOCAR). Поставки газа были начаты в 2013 году.
- Набукко

Карта нереализованного газопровода Набукко

Нереализованный проект газопровода из Туркмении и Азербайджана в страны Евросоюза, в основном Австрию и Германию. Планируемая протяженность — 3300 км. Подготовка проекта была начата в  2002 году. Начало строительства планировалось на 2011 год, а конец - 2014 год. 28 июня 2013 года проект был объявлен закрытым.
- Баку — Ново-Филя

Азербайджанско-российский трубопровод, протягивающийся от Баку до российской границы по побережью Каспийского моря. Общая протяженность — 200 км. Используется как для поставок газа на российский рынок, так и в реверсном режиме.
- Транскаспийский газопровод

Это планируемый подводный трубопровод, соединяющий Туркменбаши и Баку для транспортировки туркменского газа в Баку и далее по Южному газовому коридору в Европу. Соглашения о строительстве были подписаны в 1999 году. В будущем этот трубопровод присоединится к газопроводу TAP в Турции.
- Трансанатолийский газопровод

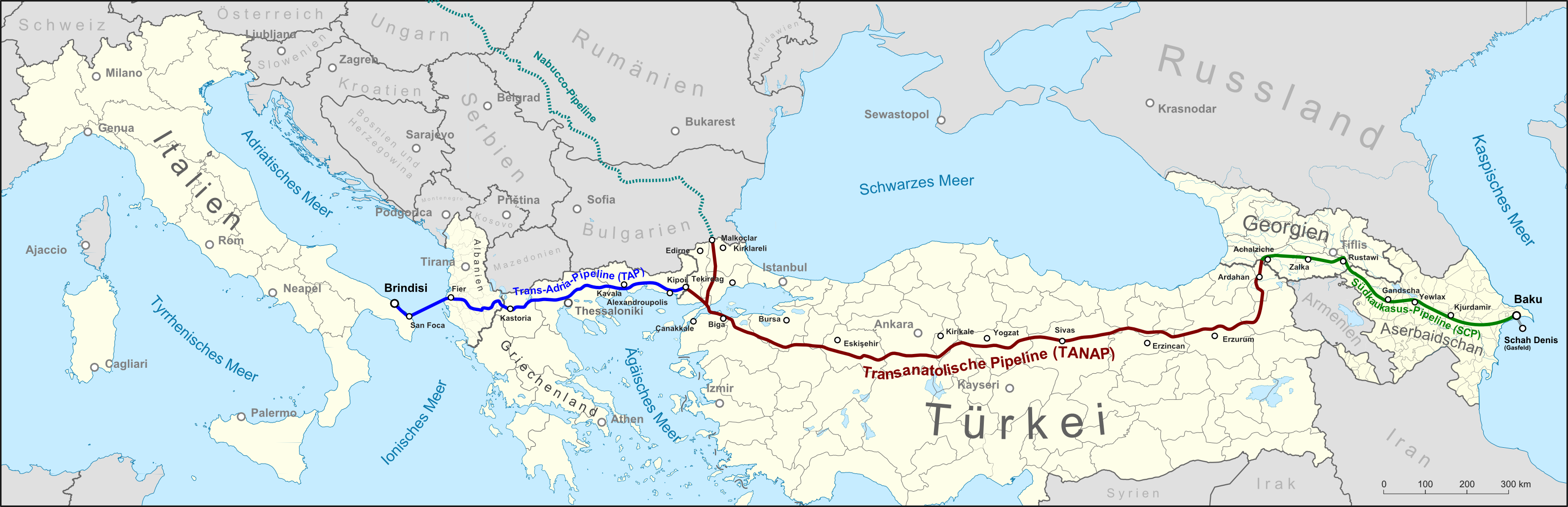
Карта азербайджанских экспортных газопроводов в рамках проекта Южный газовый коридор: красным показан Трансанатолийский газопровод (TANAP), синим — Трансадриатический газопровод (TAP)

Это строящийся газопровод из Азербайджана через Грузию и Турцию к греческой границе, где его продолжением станет Трансадриатический газопровод. Трубопровод предусматривает транспортировку газа с азербайджанского месторождения Шах-Дениз до западной границы Турции. Проект был впервые объявлен в 2011 году и тогда же был подписан меморандум о взаимопонимании между Азербайджаном и Турцией. Строительство газопровода началось в марте 2015 года, завершение планируется на июнь 2018 года. Газопровод считается частью расширения Южнокавказского газопровода.
- Трансадриатический газопровод

Это трубопровод для транспортировки природного газа, который находится на стадии строительства. Проект трубопровода был объявлен в 2003 году. В марте 2007 года было завершено общее проектирование газопровода. В марте 2016 года Еврокомиссия одобрила строительство газопровода и в мае было начато строительство. Маршрут газопровода начинается  из Прикаспия и с Ближнего Востока длится до Западной Европы. Общая протяженность — 878 км и кроме Азербайджана и Турции проходит по территории Греции, Албании, Адриатического моря (оффшорная часть) и Италии. Предполагаемая годовая мощность газопровода — 10 млрд кубических метров. Ожидаемая дата запуска - 2020 год.

## См.также
- Транспорт в Азербайджане
- Нефтяная промышленность Азербайджана